# Letteratura subapostolica
La letteratura subapostolica raccoglie il corpus dei testi di autori cristiani risalenti alla cosiddetta epoca subapostolica (circa II secolo), immediatamente seguente a quella apostolica (I secolo). Pur essendo conosciuta anche con la dicitura scritti dei padri apostolici o scritti apostolici, nessuno degli autori di tali opere rientra nel novero degli apostoli, per cui formalmente tali diciture sono improprie, sebbene largamente attestate.

## Storia
Il nome Padri Apostolici deriva dal titolo di un'opera del teologo francese Jean-Baptiste Cotelier (1626 - 1686), SS. Patrum qui temporibus apostolicis floruerunt opera (1672), nella quale ha raggruppato cinque scrittori ecclesiastici: Barnaba, Clemente Romano, Ignazio di Antiochia, Policarpo di Smirne ed Erma. Il primo ad usare esplicitamente l'espressione Padri apostolici fu William Wake, nell'opera The Genuine Epistles of the Apostolical Fathers (1693).
Successivamente il numero dei padri è stato portato a sette, con l'aggiunta di Papia di Ierapoli e dell'autore della Lettera a Diogneto.
Gli scritti dei Padri apostolici hanno un carattere pastorale. Il loro contenuto ed il loro stile è molto simile a quello degli autori del Nuovo Testamento. Lo stile narrativo prediletto infatti è la lettera, inviata da una comunità ad un'altra comunità. Essi costituiscono un ponte fra l'epoca della rivelazione e quella della tradizione e sono una testimonianza importantissima dei primi anni della fede cristiana. I Padri apostolici provengono da regioni diversissime dell'Impero romano: Italia, Asia Minore, Siria. Essi scrivono relativamente a circostanze particolari, presentando comunque un insieme di idee unificato, dal quale si può desumere quale fosse la dottrina cristiana professata nella loro epoca.
I contenuti delle lettere dei Padri apostolici erano a grandi linee i seguenti: l'incoraggiamento all'unità all'interno delle comunità cristiane, alla fede, all'obbedienza al vescovo, l'invito a fuggire l'idolatria e le eresie e praticare la penitenza e l'ascetismo, l'invito alla generosità e alla carità vicendevole. Esse inoltre contenevano anche indicazioni di carattere liturgico. 
Gli scritti quindi contenevano più dichiarazioni di circostanza che definizioni dottrinali vere e proprie. Un altro carattere comune delle loro opere è quello escatologico: in esse si considera imminente la seconda venuta di Cristo (ipotesi millenarista). In generale comunque le opere dei Padri apostolici presentano una dottrina cristologica uniforme: Cristo è il Figlio di Dio preesistente che partecipò alla creazione del mondo.
Non fanno parte del canone biblico, cioè non sono inseriti tra i libri della Bibbia. Tuttavia, a differenza dei testi apocrifi, nei primi secoli cristiani godettero di una notevole fortuna al punto che alcuni di essi sono contenuti anche in antichi manoscritti della Bibbia (per esempio nel Codex Sinaiticus e nel Codex Vaticanus).
Anche in epoca contemporanea hanno un notevole valore sia per l'elevato livello delle parenesi (esortazioni) in essi contenute sia per lo studio della vita e della storia della Chiesa delle origini.
Di seguito sono elencati gli scritti raccolti sotto questo gruppo:
- Didaché;
- Lettera di Pseudo-Barnaba,
- Lettera di Clemente
- Lettera di Pseudo-Clemente
- Lettere di Ignazio di Antiochia:
  - agli Efesini
  - ai Magnesiaci
  - ai Tralliani
  - ai Romani
  - ai Filadelfiesi
  - agli Smirnesi
  - a Policarpo
- Lettera di Policarpo
- Martirio di Policarpo
- Lettera a Diogneto
- Pastore d'Erma
- Frammenti dell'Esposizione dei detti del Signore Papia di Ierapoli
- Un frammento dell'Apologia di Quadrato di Atene;